# بلیر ردفورد
بلیر ردفورد (انگلیسی: Blair Redford؛ زادهٔ ۲۷ ژوئیهٔ ۱۹۸۳) بازیگر اهل ایالات متحده آمریکا است. وی از سال ۲۰۰۴ میلادی تاکنون مشغول فعالیت بوده‌است.
از فیلم‌ها یا برنامه‌های تلویزیونی که وی در آن نقش داشته‌است می‌توان به دیو و دلبر، روزی که دنیا از حرکت ایستاد، برلسک، ۹۰۲۱۰، سی‌اس‌آی، سی‌اس‌آی: میامی، فلش فوروارد، با استعداد اشاره کرد.